# Regierung Nygaardsvold
Die Regierung Johan Nygaardsvold bildete vom 20. März 1935 bis zum 25. Juni 1945 in der Nachfolge der Regierung Mowinckel III die Regierung des Königreichs Norwegen und wurde von Ministerpräsident Johan Nygaardsvold geführt.

Sie amtierte von Juni 1940 bis 31. Mai 1945 als Exilregierung in London.

## Kabinettsliste
| Ressort                                          | Minister | Zeitraum | Partei                                          |
| ------------------------------------------------ | --- | --- | ----------------------------------------------- |
| Ministerpräsident                                | Johan Nygaardsvold                                                                                             | 20. März 1935 – 25. Juni 1945 | A                                               |
| Äußeres                                          | Halvdan Koht Trygve Lie                                                                                        | 20. März 1935 – 19. November 1940 19. November 1940 – 25. Juni 1945 | A                                               |
| Verteidigung                                     | Fredrik Monsen Adolf Indrebø Oscar Torp Fredrik Monsen Birger Ljungberg Oscar Torp Birger Ljungberg Oscar Torp | 20. März 1935 – 15. November 1935 15. November 1935 – 20. Dezember 1935 20. Dezember 1935 – 15. August 1936 15. August 1936 – 22. Dezember 1939 22. Dezember 1939 – 28. November 1941 28. November 1941 – Februar 1942 Februar 1942 – 20. März 1942 20. März 1942 – 25. Juni 1945 | A H A H A                                       |
| Handel, Seefahrt, Industrie, Handwerk, Fischerei | Alfred Madsen Trygve Lie Anders Frihagen Terje Wold Anders Frihagen Olav Hindahl Sven Nielsen                  | 20. März 1935 – 1. Juli 1939 1. Juli 1939 – 2. Oktober 1939 2. Oktober 1939 – 7. Juni 1940 7. Juni 1940 – April 1942 April 1942 – 1. Oktober 1942 1. Oktober 1942 – 9. März 1945 9. März 1945 – 25. Juni 1945                                                                     | A – A – A                                       |
| Finanzen                                         | Adolf Indrebø Kornelius Bergsvik Oscar Torp Paul Hartmann Oscar Torp Paul Hartmann                             | 20. März 1935 – 13. November 1936 13. November 1936 – 1. Juli 1939 1. Juli 1939 – 28. November 1941 28. November 1941 – 28. Februar 1942 28. Februar 1942 – 20. März 1942 20. März 1942 – 25. Juni 1945                                                                           | A Kretsen/Hjemmefronten A Kretsen/Hjemmefronten |
| Arbeit                                           | Johan Nygaardsvold Olav Hindahl                                                                                | 20. März 1935 – 2. Oktober 1939 2. Oktober 1939 – 25. Juni 1945 | A                                               |
| Schifffahrt                                      | Arne Sunde | 1. Oktober 1942 – 25. Juni 1945 | V                                               |
| Soziales                                         | Kornelius Bergsvik Oscar Torp Sverre Støstad                                                                   | 20. März 1935 – 13. November 1936 13. November 1936 – 1. Juli 1939 1. Juli 1939 – 25. Juni 1945 | A                                               |
| Versorgung Versorgung und Wiederaufbau           | Trygve Lie Arne T. Sunde Anders Frihagen                                                                       | 2. Oktober 1939 – 19. November 1940 19. November 1940 – 1. Oktober 1942 1. Oktober 1942 – 25. Juni 1945 | A V A                                           |
| Landwirtschaft                                   | Hans Ystgaard                                                                                                  | 20. März 1935 – 25. Juni 1945 | A                                               |
| Justiz                                           | Trygve Lie Terje Wold                                                                                          | 20. März 1935 – 1. Juli 1939 1. Juli 1939 – 25. Juni 1945 | A                                               |
| Kirche und Ausbildung                            | Nils Hjelmtveit                                                                                                | 20. März 1935 – 25. Juni 1945 | A                                               |
| Ohne Geschäftsbereich                            | Johan Ludwig Mowinckel Sven Nielsen Arne Sunde Anders Fjelstad                                                 | 22. April 1940 – 5. Juni 1942 22. April 1940 (Handel ab 12. März 1945) 7. Juni 1940 (Versorgung ab 2. Mai 1941) 7. Juni 1940 – 7. Oktober 1943 | V H V B                                         |

## Übergangszeit 1945
In der Zeit vom 8. bis 14. Mai wurden die Regierungsgeschäfte von den Ratsmitgliedern und der Regierungsdelegation in Oslo (norwegisch Rådmenn og regjeringsdelegasjon i Oslo) geführt. Im Einvernehmen zwischen der Führung der Hjemmefront und der Exil-Regierung wurden acht Räte bestimmt, die die einzelnen Ministerien führen sollten, bis die Regierungsdelegation aus London ankam. Die Räte waren:
- Alv Harald Helland, Kirchen und Unterricht
- Carl Platou, Justiz
- Egil Sundt, Finanzen
- Sverre Iversen, Soziales
- Halvdan Eyvind Stokke, Arbeit
- Reidar Dorenfeldt Tønnesson, Landwirtschaft
- Per Preben Prebensen, Handel
- Nikolai Schei, Versorgung und Wiederaufbau

Ihre Aufgabe war in erster Linie, die Verbindung der Abteilungen der Ministerien mit der Exil-Regierung herzustellen und auf das vor dem 9. April 1940 bestehende System anzupassen. Nach Ankunft der Regierungsdelegation am 14. Mai 1945 wurden die Räte Berater der Minister.
Durch königlichen Erlass vom 8. Mai 1945 gehörten folgenden Personen der Regierungsdelegation an:
- Kronprinz Olav, Regent bis zur Rückkehr des Königs Haakon VII. am 7. Juni 1945
- Oscar Torp, Delegationsvorsitzender und verantwortlich für den Aufbau der Ministerien Außenpolitik, Verteidigung und Regierungsinformation
- Terje Wold, stellvertretender Leiter und verantwortlich für den Aufbau der Ministerien Kirchen und Unterricht sowie Justiz
- Sverre Støstad, verantwortlich für den Aufbau der Ministerien für Soziales und Versorgung und Wiederaufbau
- Sven Nielsen, verantwortlich für den Aufbau der Ministerien für Handel, Arbeit und Schifffahrt
- Paul Hartmann, verantwortlich für den Aufbau der Ministerien für Landwirtschaft und Finanzen
- Thore Boye, Sekretär des Staatsrates